# OpenCritic
OpenCritic é um website que agrega análises de videojogos. Lançado a 30 de Setembro de 2015, OpenCritic é similar ao Metacritic e ao GameRankings, gera uma pontuação a partir de várias análises feitas por outras publicações da especialidade, permitindo assim aos jogadores ajuizarem a recepção geral que um jogo obteve.